# Chlorurus enneacanthus
Chlorurus enneacanthus · Poisson-perroquet vert
Espèce
Synonymes
- Scarus capitaneus Cuvier, 1829
- Scarus enneacanthus Lacepède, 1802

Statut de conservation UICN

 LC  : Préoccupation mineure
Chlorurus enneacanthus, communément nommé Poisson-perroquet capitaine, est une espèce de poissons marins de la famille des Scaridae.

## Description et caractéristique
Sa taille maximale est de 50 cm.

## Habitat et répartition
Le Poisson-perroquet vert est présent dans les eaux tropicales de l'Océan Indien.